# Metataeniacanthus synodi
Metataeniacanthus synodi is een eenoogkreeftjessoort uit de familie van de Taeniacanthidae. De wetenschappelijke naam van de soort is voor het eerst geldig gepubliceerd in 1963 door Pillai.